# Megistops
Megistops is een geslacht van kevers uit de familie bladkevers (Chrysomelidae).
De wetenschappelijke naam van het geslacht werd in 1859 gepubliceerd door Carl Henrik Boheman.

## Soorten
- Megistops louana Bechyne, 1997
- Megistops louana Savini, 1993
- Megistops quasipretiosa Savini, 1993
- Megistops rectangularis Savini, 1993
- Megistops sexmaculata Medvedev, 2004